# سلالة كاشيت
سلالة كاشيت (بالإنجليزية: Kassite dynasty) والمعروفة أيضًا باسم السلالة البابلية الثالثة، هي سلالة ملوك كيشيون حكموا مدينة بابل في النصف الأخير من الألفية الثانية قبل الميلاد والذين ينتمون إلى نفس العائلة التي كانت تحكم مملكة بابل بين عامي 1595 و1155 قبل الميلاد، أي بعد السلالة البابلية الأولى (الإمبراطورية البابلية القديمة؛ 1894-1595 قبل الميلاد). كانت أطول سلالة معروفة في تلك الدولة، والتي حكمت طوال الفترة المعروفة باسم «البابلية الوسطى» (بين عامي 1595-1000 قبل الميلاد).
جاء شعب الكاشيون من خارج بلاد ما بين النهرين من أصول غير معروفة، على الرغم من أن العديد من المؤلفين يقولون بأنهم نشأوا في جبال زاغروس. استغرق ملوكهم أكثر من قرن لتعزيز قوتهم في بابل في ظل ظروف ما تزال غير واضحة. على الرغم من أصولهم الخارجية، لم يغير الملوك الكاشيون تقاليد أجداد بابل، بل على العكس من ذلك، جلبوا النظام إلى البلاد بعد الاضطرابات التي حددت نهاية الأسرة الأولى. لم يقوموا بفتوحات عظيمة، لكنهم قاموا بأعمال البناء، لا سيما في المعابد العظيمة وساهموا في توسيع الأراضي الزراعية وازدهرت الثقافة البابلية وتوسعت في جميع أنحاء الشرق الأوسط تحت رعايتهم. ما تزال فترة الكاشيت مجهولة إلى حد كبير، وذلك بسبب ندرة المصادر المتعلقة بها والتي يتم نشر القليل منها فقط. بالإضافة إلى أن الجوانب الاقتصادية والاجتماعية، على وجه الخصوص، غير موثقة بشكل جيد، باستثناء ما يتعلق بالتبرعات المَلَكية التي تشهد عليها الألواح التذكارية المميزة لهذه الفترة، والتي تُعرف باسم كودورو.
خلال فترة حكم السلالة، تأسست قوة بابل على جميع الولايات القديمة في سومر والإمبراطورية الأكدية، وشكلت البلاد المسماة «كاردونياش» (كاردونياس). من الكاشيين فصاعدًا، كان على من أراد السيطرة على بلاد ما بين النهرين أن يسيطر على بابل أولًا. كان هذا الاستقرار ملحوظًا لأنها السلالة البابلية الوحيدة التي لم تستمد قوتها من وراثة واحدة أو اثنتين من العهود التأسيسية القوية التي أعقبها تدهور تدريجي.